# John Lindroth
John Erik Lindroth, född 11 februari 1906 i Borgå, död 12 augusti 1974, var en finländsk stavhoppare som tävlade för Borgå Akilles. 

## Idrottskarriär
John "Joppe" Lindroth blev förste finländske stavhoppare att ta medalj i en internationell mästerskapstävling, då han den 7 september 1934 vid europamästerskapen i friidrott blev bronsmedaljör med resultatet 3,90 meter. Han förbättrade det finländska rekordet fyra gånger mellan 1928 och 1931. Vid tävlingar i Helsingfors den 22 september 1929 förbättrade han rekordet med 15 centimeter till 4,01 och blev därmed förste finländare - och fjärde europé - någonsin att klara drömgränsen fyra meter. Lindroth blev finländsk mästare i stavhopp fem gånger. Han spelade även bandy och vann år 1936 brons i finländska mästerskapen med Borgå Akilles.
Lindroth tävlade tre gånger i Finnkampen. Han slutade på fjärde plats 1927 och på tredje plats 1929 och 1931.

## Meriter

### EM
- 1934 – brons

### Finländska mästerskapen
- 1926 – guld
- 1928 – silver
- 1929 – guld
- 1930 – guld
- 1931 – guld
- 1933 – guld
- 1935 – silver

## Personliga rekord
- Stavhopp
  - 4,03 meter – Helsingfors, 16 augusti 1931